# Вооружённые силы Барбадоса
Вооружённые силы Барбадоса (англ. Barbados Defence Force, BDF) — совокупность войск Барбадоса, предназначенная для защиты территории и внутренней безопасности государства. 

## История
Создание на острове вооружённых формирований началось в колониальные времена.
На острове неоднократно вспыхивали антианглийские восстания, подавлявшиеся войсками. Так, в 1876 году здесь произошли вооруженные выступления с целью создания федерации из пяти островов, однако они не увенчались успехом.
В XIX веке была создана полиция (на службу в которую могли быть приняты местные жители). В 1904 году был создан Кадетский корпус Барбадоса, а в 1957 году - военизированная организация "Barbados Legion".
В 1961 году Барбадос добился полного внутреннего самоуправления, 30 ноября 1966 года была провозглашена независимость Барбадоса (в составе Британского Содружества наций). 
В 1971 году было принято решение о создании службы воздушного наблюдения (находившейся в международном аэропорту и получившей один самолёт Beechcraft Queen Air). Вооружённые силы были созданы 15 августа 1979 года. 
В феврале 1983 года Барбадос стал членом созданного под эгидой США и Великобритании военного блока "Региональные силы безопасности и обороны". Осенью 1983 года военное подразделение Барбадоса участвовало в интервенции на Гренаду.
В 1985 году служба воздушного наблюдения была упразднена. В том же 1985 году правительство США передало для береговой охраны Барбадоса по программе военной помощи патрульный катер "HMBS PELICAN" (снятый с вооружения береговой охраны США).
В 1994-1996 гг. подразделение Барбадоса находилось на Гаити.
25 сентября 2013 года правительство Барбадоса подписало Международный договор о торговле оружием (вступивший в силу после ратификации - 18 августа 2015).
В 2017 году из США на Барбадос были поставлены четыре ручных пулемёта.

## Современное состояние

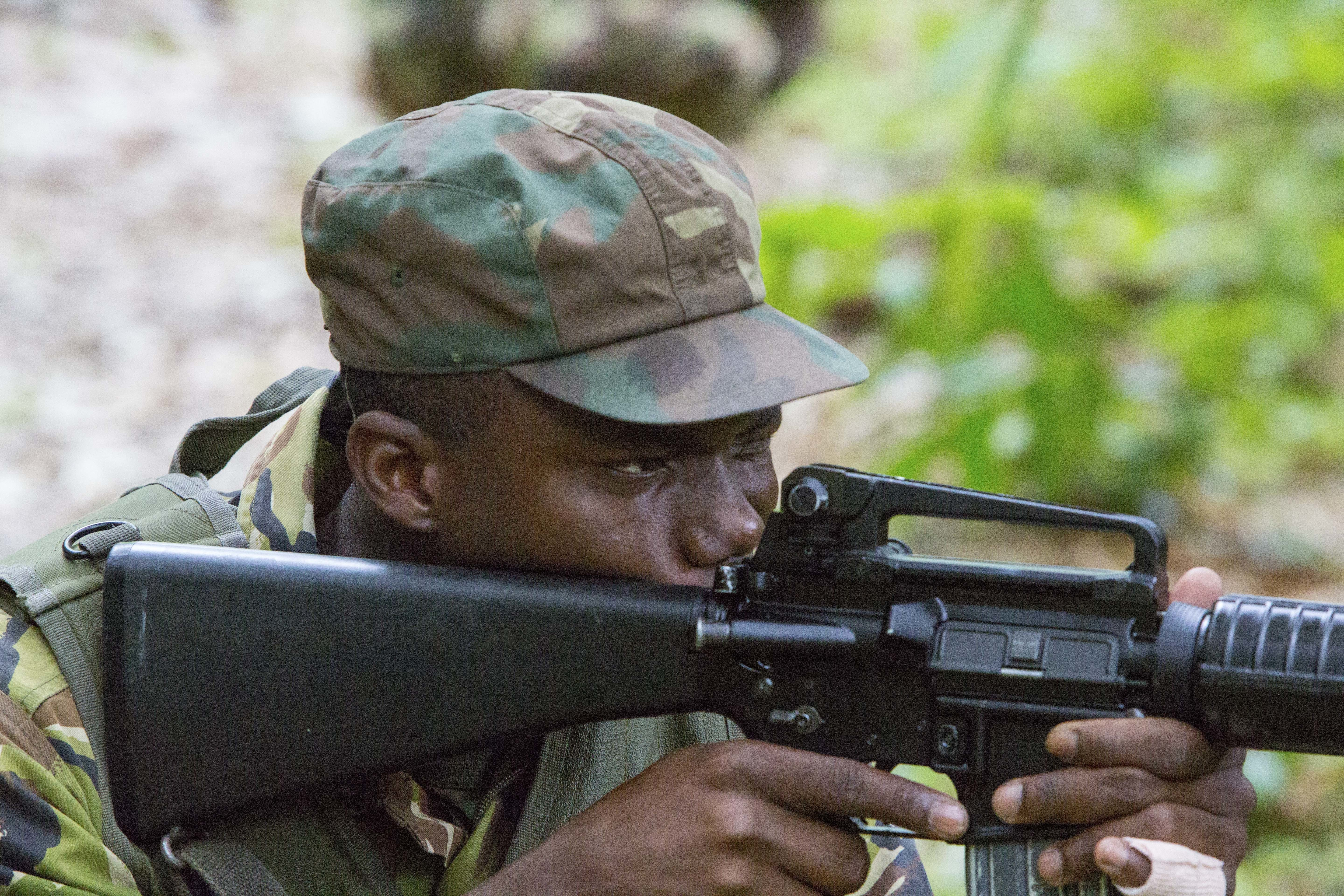
солдат Барбадоса с автоматом М-16 на учениях (2017 год)

Штаб-квартира вооружённых сил Барбадоса находится в форте Санта-Анна в историческом районе Гарнизон.
По состоянию на начало 2022 года общая численность вооружённых сил Барбадоса составляла 610 военнослужащих, численность резервистов - 430 человек.
- общая численность сухопутных войск составляла 500 человек - штаб и "Барбадосский полк" (фактически представлявший собой пехотный батальон)[4].
- Береговая охрана Барбадоса состояла из 110 человек и шести патрульных катеров[4].

Барбадос принимает ограниченное участие в миротворческих операциях ООН (потери во всех миротворческих операциях ООН с участием страны составляют 2 военнослужащих погибшими).